# Weißruthenisches Selbstschutzkorps
Das Weißruthenische Selbstschutzkorps (belarussisch Беларускі корпус самааховы) war im besetzten Weißrussland eine Militäreinheit von Nazikollaborateuren.

## Geschichte
Im Frühjahr 1942 wandten sich führende Vertreter der weißrussischen Nationalbewegung mit einem Memorandum an den Reichsminister für die besetzten Ostgebiete Alfred Rosenberg und forderten unter anderem die Formierung eigener militärischer Kräfte. Es ist dabei unklar, ob das Memorandum eine Wirkung auf Rosenberg hatte, oder ob sein Einlenken auf die wachsende Unsicherheit im deutschen Hinterland zurückzuführen ist. Jedenfalls erteilte wenige Monate später der ihm unterstellte Generalkommissar Wilhelm Kube die Erlaubnis zur Aufstellung des Freikorps des Selbstschutzes, später Weißruthenischer Selbstschutz genannt. Es handelte sich dabei um eine Volksmiliz, die in Bataillonen organisiert und zur Bekämpfung von Partisanen eingesetzt werden sollte. Am 1. Juli 1942 erteilte Iwan Jermatschenka Franzischak Kuschal den Befehl zum Aufbau des Weißruthenischen Selbstschutzkorps. Drei Tage später billigte der SS-Brigadeführer Carl Zenner, diese Pläne und verordnete die Aufstellung von drei Divisionen, welche in Minsk, Wilejka und Baranawitschy stationiert sein sollten. Die Division Baranawitschy sollte auch noch die Gebietskommissariate Nawahrudak und Slonim kontrollieren. Im Gegensatz zu den Schutzmannschaften war der Weißruthenische Selbstschutzkorps in der weitgehenden Verantwortung der einheimischen Funktionäre. Die Waffen- und die Munitionsversorgung sowie die Befehlsgewalt im Einsatz lag bei der SS. Die gegründeten Einheiten in den verschiedenen Rajons standen unter dem Kommando des jeweiligen Leiters des Weißruthenischen Selbsthilfewerks (WSW). Der SS-Brigadeführer Zenner wurde jedoch bald von Walter Schimana abgelöst, der dem WSW das Kommando entzog und es stattdessen der Ordnungspolizei übergab. Dadurch verlor das Weißruthenische Selbstschutzkorps seine Eigenschaft als eigenständige militärische Formation. Landesweit wurden 20 Bataillone und einige kleinere Formationen aufgestellt. Allerdings fehlte dem Weißruthenischen Selbstschutzkorps die deutsche Unterstützung, da sich SS und Ordnungspolizei vor bewaffneten einheimischen Verbänden fürchteten. Die Wehrmacht weigerte sich der Ordnungspolizei Waffen zur Weitergabe an das Selbstschutzkorps zu überlassen, weshalb die Angehörigen der Einheit mehrheitlich unbewaffnet blieben. Aus diesem Grund desertierten die meisten Angehörigen des Weißruthenischen Selbstschutzkorpses und versteckten sich in den Wäldern oder schlossen sich den Partisanen an. Im Frühjahr 1943 wurde die Organisation aufgelöst. In einigen Gebieten, wie in Baranawitschy existierten die Einheiten ein Jahr weiter, bis sie sich im März 1944 der Weißruthenischen Heimwehr anschlossen.